# Metaparia viridimicans
Metaparia viridimicans är en skalbaggsart som först beskrevs av Horn 1892.  Metaparia viridimicans ingår i släktet Metaparia och familjen bladbaggar. Inga underarter finns listade i Catalogue of Life.